# 定期付終身保険
定期付終身保険（ていきつきしゅうしんほけん）とは、終身保険契約をベースとして定期保険を特約の形で付加したものである。正式には「定期保険特約付終身保険」という。定期付養老保険に代わる保険として、1990年代まで保険商品の主力として販売されてきた。

## 特徴
定期保険はいわゆる「掛け捨て」の保険であり、一定の保障額を得るために必要な保険料は廉価となる。一方で終身保険は貯蓄性が高い保険であり、定期保険と比べて保険料は高額である。
この保険はこの二つの保険を組み合わせることにより、終身保険部分で一生必要とする保障を準備すると同時に、特約として付加した定期保険部分で、子どもが成人するまでの一番お金が必要な期間の保障を比較的廉価に準備するという保険である。
一般的には、定期保険特約部分の終了時期を末子が大学、あるいは高校などを卒業する年齢にあわせ、卒業すると同時に保障が小さくなるように設計される。
これにより、被保険者のライフサイクルにあわせて、必要保障額が準備できる保険である。世帯主を主な被保険者として設計されている保険であるが、疾病保障などももっとも充実しているため、女性の加入も決して少なくはない。
日本では、2000年4月に明治生命が初のアカウント型保険『ライフアカウント』を発売するまで、長く各社の主力商品として発売されてきた。
設定されたのは1968年ごろで、この時は終身保険と定期保険の割合を1：1～1：4程度に定めていた（1：1の時の保険は終身に対する定期の割合から2倍型保険、1：4の時の保険は5倍型保険と呼んだ）。その後、定期保険の倍率が高まる傾向（同じ保険料ならば、定期保険の比重を増やせば保険金額が増えるため）が進み、バブル期以降には25～30倍型保険のようなものが主流となった。また定期保険の代わりに、収入保障保険や三大疾病保障保険を付けたものも現れている。
「定期付終身保険」は、当初2倍型や5倍型というように「定期保険」が「終身保険」に組み込みされた形で販売されていた。その後1987年（昭和62年）頃からこの組込型から「定期保険」と「終身保険」を分けた「定期保険特約付終身保険」として販売されることになる。

## 問題点

### 契約時・更新時
この保険は、保険料を低く抑え保障額を大きくするように工夫されているが、保険外交員の説明不足や加入者の知識不足からトラブル・苦情も少なくない。
よくあるトラブルとしては、
- 加入時の保険料を抑えるために、定期保険部分を10年程度毎に更新するタイプが主流であるが、更新時の保険料はその時点での年齢によることから上昇することが避けられない。また、加入後当初10年間は更新後の繰り延べにより保険料を抑える特約を適用しているものもあり、更新時に大幅に上昇することになる。このことが十分に理解されずに契約にいたる場合があり、更新時期に、保険料が上がりトラブルになることがある。
- 定期保険特約についての説明・理解がしっかりとなされておらず、契約者は一生涯大きな保障が得られると思いこんでいる。
- 定期保険特約の更新時に上がる保険料分を低減するため、主契約の終身保険部分の転換特約（俗に「下取り」などと言われる）を使い、初回更新まで定期保険特約料が抑えられた特約付きの「定期付終身保険」に入り直す。この場合、契約時の終身保険部分に積み立てられた責任準備金から一定率控除された残高（解約返戻金受取額よりは多い）が「転換価格」となり、新契約の終身保険部分に充当（払済）される。このため資産が目減りすると共に、予定利率が中途解約により打ち止めにされる。例えば予定利率が高い（5%程度）時代に加入した契約を転換し、予定利率が低い（1%程度）契約にし直した場合は配当金受取額が大幅に減少し、貯蓄性が殆ど期待できなくなる。生保会社にとってはこれにより逆ざやを回避できるため、言葉を濁して勧めるケースも見受けられる。

トラブルが多いというイメージがついてしまった背景には、この商品が各社の主力商品であることから販売件数も多く、保険転換時の説明不足などもこの商品の問題として誤解されてしまったこともあげられる。更新時に定期保険特約を解約して別途定期保険に加入するか、定期特約の保険金額を最小に減額しそのまま継続する方が有利となることが多い。
などがあげられている。